# Келли, Грегори
Грегори Эрик Келли (англ. Gregory Kelley; 19 мая 1944 года, Ньютон, Массачусетс, США — 15 февраля 1961 года, Брюссель, Бельгия) — американский фигурист, выступающий в одиночном катании. Он вице-чемпион США и бронзовый призёр Северной Америки в 1961 году, чемпион первенства США среди юниоров в 1959 году.

## Биография
Грегори Келли родился в 1944 году в американском штате Массачусетс. Фигурным катанием он начал заниматься с восьми лет.
В 1957 году к нему пришёл первый успех он стал чемпионом первенства США среди новисов, а на следующий год вице-чемпионом первенства США среди юниоров. В 1959 год он выиграл первенство среди юниоров. На чемпионате мира в Ванкувер сильнейшие американские фигуристы не поехали и Келли выступил в Канаде.
В следующий сезон Грегори стал вице-чемпионом США и был третьим на чемпионате Северной Америки.

## Гибель
В конце февраля в Праге должен был состояться чемпионат мира по фигурному катанию. Грегори Келли в составе сборной на самолёте добирался в Чехословакию и при промежуточной посадке в Брюсселе произошла катастрофа лайнера. Все пассажиры и экипаж погибли.

## Результаты
| Соревнования/Сезон                                | 1957—1958 | 1958—1959 | 1959—1960 | 1960—1961 |
| ------------------------------------------------- | --------- | --------- | --------- | --------- |
| Чемпионаты мира                                   |           |           | 9         |           |
| Чемпионаты Северной Америки                       |           |           |           | 3         |
| Чемпионаты США                                    |           |           | 5         | 2         |
| Первенство США по фигурному катанию среди юниоров | 2         | 1         |           |           |

## Память
28 января 2011 года Грегори Келли был введен в Зал Славы Фигурного Катания США.